# Culicoides latifrontis
Culicoides latifrontis är en tvåvingeart som beskrevs av Shakirzyanova 1962. Culicoides latifrontis ingår i släktet Culicoides och familjen svidknott. Inga underarter finns listade i Catalogue of Life.